# Yageo
Yageo est une entreprise taïwanaise spécialisée dans l'électronique.

## Histoire
En novembre 2019, Yageo annonce l'acquisition de Kemet, une entreprise d'électronique américaine, pour 1,8 milliard de dollars.